# Haplophyllum canaliculatum
Haplophyllum canaliculatum är en vinruteväxtart som beskrevs av Pierre Edmond Boissier. Haplophyllum canaliculatum ingår i släktet Haplophyllum och familjen vinruteväxter. Inga underarter finns listade i Catalogue of Life.